# Охлебінінська сільська рада
Охлебі́нінська сільська рада (рос. Охлебининский сельский совет) — муніципальне утворення у складі Іглінського району Башкортостану, Росія. Адміністративний центр — село Охлебініно.

## Населення
Населення — 1101 особа (2019, 1092 в 2010, 1195 в 2002).

## Склад
До складу поселення входять такі населені пункти:
| Населений пункт   | Населення, осіб (2002) | Населення, осіб (2010) |
| ----------------- | ---------------------- | ---------------------- |
| Мончази, присілок | 171                    | 168                    |
| Охлебініно, село  | 1024                   | 924                    |